# Рабдодон

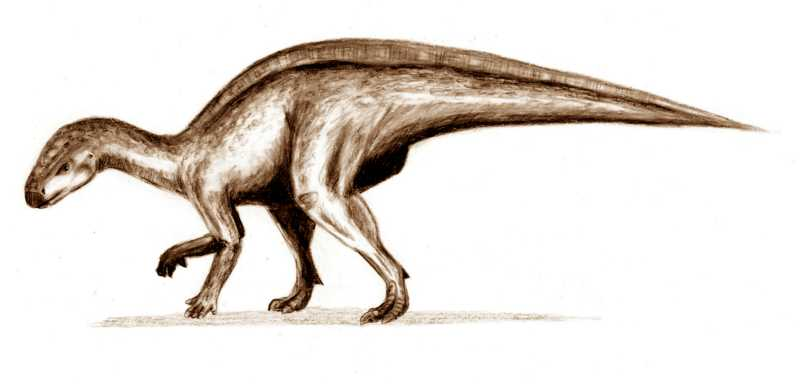

Рабдодон (лат. Rhabdodon, от др.-греч. ῥάβδος — палка и ὀδούς — зуб) — род динозавров из клады игуанодонтов (Iguanodontia), известных из отложений верхнемелового отдела (83,5—66,0 млн лет назад) на территории Европы. Крупные (до 4 м в длину) растительноядные динозавры, сходные с игуанодонтами родов Iguanodon и Muttaburrasaurus. Передние конечности служили для удерживания ветвей растений при питании.

## Филогения

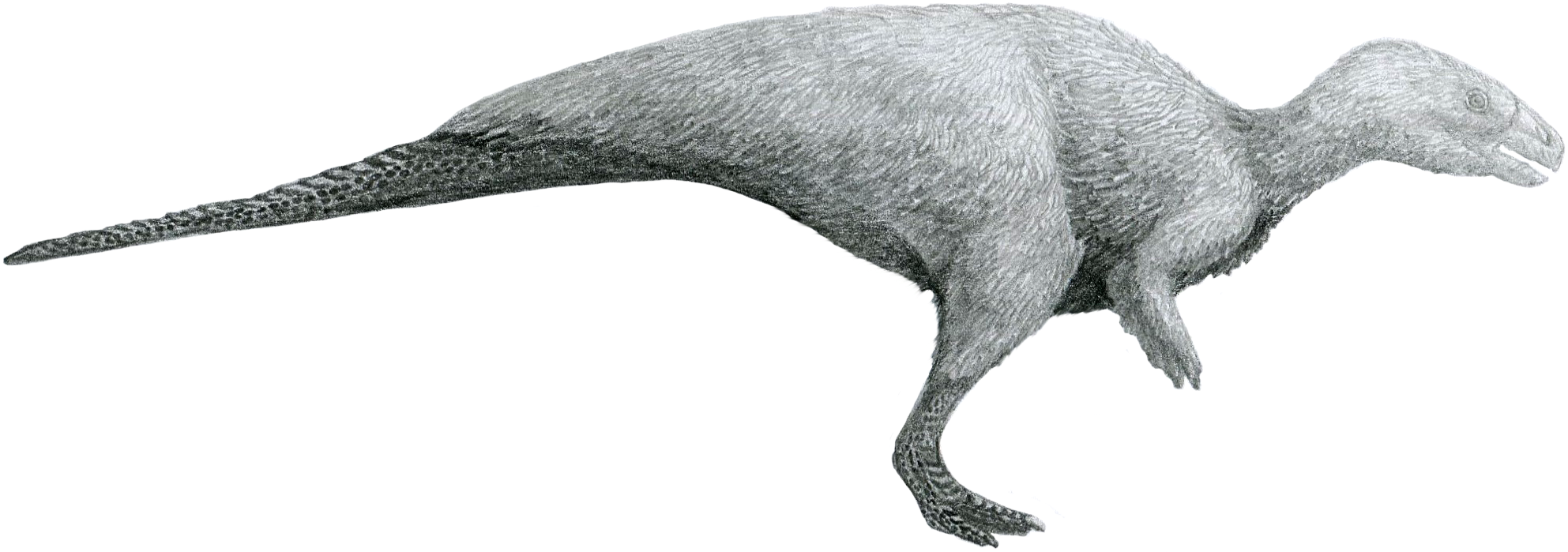
Реконструкция рабдодона

Систематики не пришли к единому мнению по поводу положения рода на филогенетическом древе игуанодонтов. Его помещают либо типовым родом в семейство Rhabdodontidae, либо непосредственно в кладу Iguanodontia.

### Классификация
По данным сайта Fossilworks, на сентябрь 2017 года в род включают 2 вымерших вида:
- Rhabdodon priscum Matheron, 1869 [syn. Oligosaurus adelus Seeley, 1881, Ornithomerus gracilis Seeley, 1881]
- Rhabdodon septimanicus Buffetaut et Le Loeuff, 1991